# Styringomyia pentachaeta
Styringomyia pentachaeta är en tvåvingeart som beskrevs av Alexander 1970. Styringomyia pentachaeta ingår i släktet Styringomyia och familjen småharkrankar. Inga underarter finns listade i Catalogue of Life.